# Burgeroorlog in Papoea
De Burgeroorlog in Papoea is een burgeroorlog in Indonesië, in Westelijk Nieuw-Guinea die begonnen is in 1984. Het conflict gaat tussen de Vrije Papoea Beweging (OPM) en de regering van Indonesië. De voornaamste reden van het conflict is het streven naar onafhankelijkheid van de OPM voor de Indonesische provincies van West-Papoea en Papoea, die grotendeels op het westelijke deel van het eiland liggen.

## Geschiedenis van het conflict
De provincies waar het conflict om draait, worden soms Westelijk Nieuw-Guinea genoemd en liggen naast het buurland Papoea-Nieuw-Guinea, dat op hetzelfde eiland (Nieuw-Guinea), maar op de oostelijke helft gelegen is.
In 1984 voerde de OPM een aanval op Jayapura uit, de provinciale hoofdstad, gericht tegen de Indonesische regering. De aanval werd snel afgeslagen door de Indonesische militairen die dit voorval als een excuus gebruikten om de stad te omsingelen en te beschieten. Deze acties brachten een ware uittocht teweeg van vluchtelingen naar kampen net over de grens met Papoea-Nieuw-Guinea.
Medio jaren 90 kreeg de organisatie bekendheid en grotere steun van de bevolking. De reden voor deze ommekeer was de onvrede over de wijze van goudwinning door het bedrijf Freeport-McMoRan. Dit bedrijf werd beschuldigd van het stelselmatig schade toebrengen aan het milieu en van het ondersteunen van Indonesische militairen wanneer die mensen mishandelden. Tijdens januari en augustus 1996, nam de OPM Europese en Indonesische gijzelaars, uit een onderzoeksteam en uit een kamp. Twee gijzelaars werden gedood en de rest werd vrijgelaten. In juli 1998 hees de OPM de onafhankelijkheidsvlag op de watertoren in Kota Biak op het eiland Biak. Ze konden daar enkele dagen standhouden tot de Indonesische militairen de toren bestormden en de bezetters verdreven. In sommige rapporten wordt melding gemaakt van een ware slachting. Sindsdien is het stil rond de onafhankelijkheidsstrijd maar het is onwaarschijnlijk dat een van de twee partijen zal opgeven.